# Joachim Litawor Chreptowicz

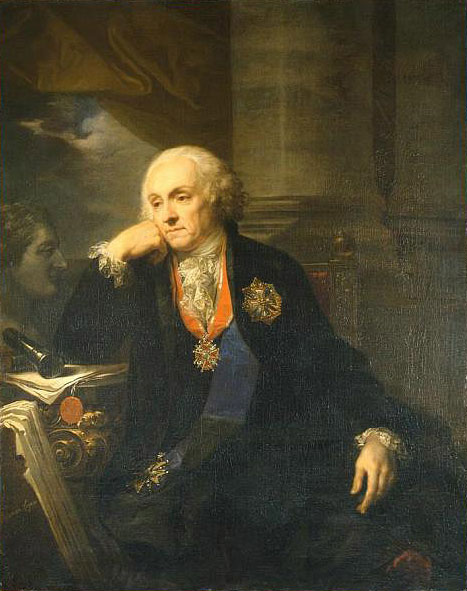
Gemalt von Josef Mathias Grassi, 1795

Joachim Litawor Chreptowicz (* 1729 in Jasieniec, Rajon Baranawitschy, Polen-Litauen; † 1812 in Warschau, Herzogtum Warschau) war ein polnischer Politiker sowie Schriftsteller, Dichter und Übersetzer der Aufklärung. Seine Familie gehörte zur Wappengemeinschaft Odrowąż.

## Leben
Chreptowicz entstammte einer Magnatenfamilie. Er studierte an der Universität Vilnius und später in Braunsberg. Ab 1752 bekleidete er das Amt des Truchsess von Nawahrudak und ab 1753 abgeordneter Richter am Haupttribunal des Großfürstentums Litauen. In dieser Zeit wurde er Parteigänger der Familia der Czartoryski. 1764 stieg er zum Marschall der Verwaltungseinheit (Woiwodschaft) der Stadt Nowogródek während des Bürgerkriegs in Polen-Litauen auf. Im gleichen Jahr war er Abgeordneter auf dem Einberufungssejm und dem Wahlsejm in Warschau, wo er als Wahlmann von Stanislaus II. August Poniatowski entstand wurde. Auf dem Krönungssejm im gleichen Jahr war er Mitglied der Kommission compositio inter status und erhielt das Amt des Staatssekretärs des Großherzogtums Litauen. 1765 stieg er zum Marschall des Haupttribunals des Großfürstentums Litauen auf und wurde Träger des Sankt-Stanislaus-Ordens. Im Jahr darauf war er erneut Sejmabgeordneter. Die Jahre 1769 und 1770 verbrachte er als Diplomat des polnisch-litauischen Königs in Paris. Ab 1770 war er regelmäßiger Gast der Donnerstagmittagessen auf dem Warschauer Königsschloss. 1773 wurde er Vizekanzler von Litauen und nahm am Ersten Teilungssejm teil. Er war einer der Unterzeichner der Ratifizierung der Ersten Polnischen Teilung am 18. September 1773. Er war Mitglied der Verteilungskommission der Krone und Litauens, die das Vermögen des aufgehobenen Jesuitenordens verwaltete und verteilte. Er war Mitbegründer der Kommission für nationale Bildung und war über zwei Jahre Teil des Ständigen Rates, der neugeschaffenen polnisch-litauischen Regierung. Später nahm er an dem Vierjährigen Sejm teil. 1789 beendete er die Leibeigenschaft auf seinen Gütern und ging zu einem Pachtsystem über. Nach der Verabschiedung der Verfassung vom 3. Mai 1791 wurde er als Außenminister Teil der neuen Regierung in der Rechtswache. Während des Russisch-Polnischen Kriegs von 1792 überredete er den König zum Beitritt zur Konföderation von Targowica. Der Sejm von Grodno nominierte ihn erneut zur Kommission für nationale Bildung. Gleichzeitig wurde er 1793 Großkanzler Litauens. Nach 1795 ließ er sich in Warschau nieder und widmete sich der Literatur und Wissenschaft. In Szczorse baute er seinen Palast im französischen Stil um.